# ثيروموروجان (مخرج)
ثيروموروجان ابن مونياندي هو مخرج سينمائي وتلفزيوني هندي من فئة التاميل .  حصل على الرقم القياسي العالمي في موسوعة غينيس لأطول لقطة متواصلة بالكاميرا.  

## حياة مهنية
بعد تخرجه من معهد تشيناي للسينما، بدأ ثيروموروجان حياته المهنية على شاشة التلفزيون في دوردارشان مع المسلسل التلفزيوني جوكولام مستعمرة وأخرج أيضًا تشيناثيراي كاثايجال لـ JJ TV.  ثم أخرج ومثل في Metti Oli . كان دخوله إلى صناعة السينما في كوليوود مع فيلم Em Magan (2006)، والذي تم الحديث عنه كثيرًا أيضًا. بعد نجاح Em Magan ، شارك مع الممثل بهارات في فيلم بعنوان Muniyandi Vilangial Moonramandu . 
كما أخرج الدراما ناداسوارام حيث لعب أيضًا دور الممثل الرئيسي. خلال حلقة مباشرة، قام بإخراج لقطة متواصلة بالكاميرا مدتها 23 دقيقة و25 ثانية، والتي دخلت موسوعة غينيس للأرقام القياسية.  

## فيلموغرافيا

### أفلام
| سنة  | فيلم                           | ملحوظات |
| ---- | ------------------------------ | ------- |
| 2006 | إم ماجان                       | مخرج    |
| 2008 | مونياندي فيلانجيال مونراماندو ‏ | مخرج    |

### أفلام قصيرة
| سنة  | فيلم        | ملحوظات                |
| ---- | ----------- | ---------------------- |
| 2019 | ثوبوكيتافان | ممثل وكاتب ومنتج ومخرج |
| 2021 | أما         | مخرج                   |
| 2021 | سبالام      |                        |
| 2021 | نواز        |                        |
| 2021 | باي فيدو    |                        |